# Небо над Берлином
«Не́бо над Берли́ном» (нем. Der Himmel über Berlin; англ. Wings of Desire — «Крылья желания») — художественный фильм режиссёра Вима Вендерса, одна из наиболее известных работ кинорежиссёра.

## Сюжет
Два ангела — Дамиэль и Кассиэль, одни из многих таких же, как они — читают сокровенные мысли людей, наслаждаются своей свободой и одновременно немного завидуют смертным, так как сами они обречены на бессмертие. В мире ангелов нет времени и нет физических ощущений, а есть лишь дух и мысль. Полюбив цирковую акробатку Марион, Дамиэль выбирает невечную земную любовь и жизнь, со всеми слабостями и несовершенством.

## О фильме
Вим Вендерс вместе со своим любимым соавтором, австрийским писателем и режиссёром Петером Хандке снял один из своих лучших фильмов — личный и эпичный одновременно. В 1993 году он сделал продолжение этой истории «Небо над Берлином 2», где на землю спускается второй его герой — ангел Кассиэль.
У фильма есть ремейк 1998 года — «Город ангелов» режиссёра Брэда Силберлинга (англ. Brad Silberling) с Николасом Кейджем и Мег Райан в главных ролях.
В декабре 2009 года на немецком канале «Sat.1» вышел ещё один, на этот раз телевизионный, ремейк фильма под названием «Ангел ищет любовь».

### Удалённые сцены
В DVD-издании, куда вошли сцены, не попавшие в окончательный монтаж, выясняется, что фильм мог быть гораздо менее серьёзным, чем получился в итоге. В начале фильма Кассиэль пародирует человеческие жесты и мимику. В других сценах можно увидеть эксперименты режиссёра с многократной экспозицией для демонстрации бесплотности ангелов (небольшие фрагменты этого есть и в фильме). Также намного больше могла быть роль женщины-ангела, которая появляется в итоге только в библиотеке. В финале картины Кассиэль также становится человеком и обнаруживает Дамиэля и Марион в баре, где они кидаются тортами.

## Посвящение
В заключительных титрах указано, что фильм «посвящается всем бывшим ангелам, но особенно Ясудзиро, Франсуа и Андрею». Речь идёт о кинорежиссёрах Ясудзиро Одзу, Франсуа Трюффо и Андрее Тарковском.

## В ролях
- Бруно Ганц — Дамиэль
- Отто Зандер — Кассиэль
- Сольвейг Доммартин — Марион, цирковая гимнастка
- Курт Буа — Гомер, старый писатель
- Питер Фальк — Питер Фальк (также ангел, спустившийся с небес)
- Ханс Мартин Стир — умирающий человек
- Эльмар Вильмс — печальный человек в метро
- Зигурд Рахман — самоубийца
- Беатрис Мановски — проститутка
- Тьери Нуар — художник у Берлинской стены

В роли самих себя (камео)
- Crime and the City Solution: Саймон Бонни, Мик Харви, Гарри Говард, Роланд Говард и Кевин Годфри
- Nick Cave and the Bad Seeds: Ник Кейв, Томас Уайдлер, Мик Харви, Бликса Баргельд, Роланд Вульф и Кид Конго

## Награды и номинации

### Награды
- 1987 — Каннский кинофестиваль
  - Лучший режиссёр — Вим Вендерс
- 1988 — Премия European Film Awards
  - Лучший режиссёр — Вим Вендерс
  - Лучший актёр второго плана — Курт Буа
- 1988 — Премия German Film Awards
  - Выдающийся художественный фильм
  - Выдающийся вклад в операторское искусство — Анри Алекан
- 1989 — Премия «Независимый дух»
  - Лучший иностранный фильм — Вим Вендерс

### Номинации
- 1989 — Премия BAFTA
  - Лучший фильм не на английском языке — Вим Вендерс, Анатоль Дауман
- 1988 — Премия «Сезар»
  - Лучший иностранный фильм — Вим Вендерс
- 1987 — Каннский кинофестиваль
  - «Золотая пальмовая ветвь» — Вим Вендерс
- 1988 — Премия European Film Awards
  - Лучший оператор — Анри Алекан
  - Лучший фильм — Вим Вендерс, Анатоль Дауман
- 1989 — Премия German Film Awards
  - Специальный приз к 40-й годовщине ФРГ — Вим Вендерс